# Guy Charron
Pour les articles homonymes, voir Charron.

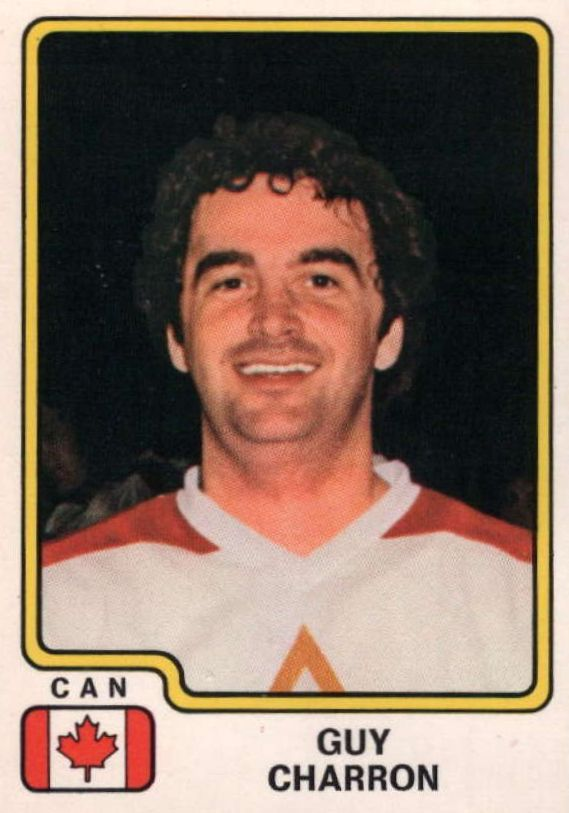
Guy Charron avec Équipe Canada en 1979

Guy Charron (né le 24 janvier 1949 à Verdun (maintenant, un arrondissement de Montréal) dans la province de Québec au Canada) est un joueur professionnel canadien de hockey sur glace de la Ligue nationale de hockey devenu entraîneur.

## Carrière
Sa carrière de joueur dans la LNH débute en 1969 avec les Canadiens de Montréal. Il joue aussi avec les Red Wings de Détroit, les Scouts de Kansas City et les Capitals de Washington avant de se retirer de la compétition en 1981. Charron détient le record du plus grand nombre de matches disputés dans la LNH sans participer aux séries éliminatoires avec 734 matchs.
Il est ensuite entraîneur-adjoint des Flames de 1990 à 1995, avec un bref intervalle de 16 matches en 1992 d'entraîneur-chef par intérim des Flames. Il passe une saison comme entraîneur-adjoint chez les Islanders de New York en 1995-1996, puis une saison comme entraîneur-chef en Allemagne avec le Landshut EV. Après 2 saisons comme entraîneur-chef avec les Griffins de Grand Rapids de la Ligue internationale de hockey, il revient derrière un banc de la LNH comme entraîneur-chef des Mighty Ducks d'Anaheim jusqu'à la fin de la saison 2001-2002 - la saison suivante, il est toujours à Anaheim, mais comme adjoint. Après un arrêt avec les Olympiques de Hull, il passe une saison et demie avec les Canadiens. Il est entraîneur-associé chez le Rampage de San Antonio.
Il a représenté le Canada au niveau international. Il a pris part au championnat du monde de 1977 à 1979.

## Statistiques

### En club
| Saison     | Équipe                      | Ligue      |     | Saison régulière | Saison régulière | Saison régulière | Saison régulière | Saison régulière |   | Séries éliminatoires | Séries éliminatoires | Séries éliminatoires | Séries éliminatoires | Séries éliminatoires |
| Saison     | Équipe                      | Ligue      | PJ  | B                | A                | Pts              | Pun              | PJ               | B | A                    | Pts                  | Pun                  |                      |                      |
| 1968-1969  | Canadien junior de Montréal | AHO        | 50  | 27               | 27               | 54               | 12               | -                | - | -                    | -                    | -                    |                      |                      |
| 1969-1970  | Canadiens de Montréal       | LNH        | 5   | 0                | 0                | 0                | 0                | -                | - | -                    | -                    | -                    |                      |                      |
| 1969-1970  | Voyageurs de Montréal       | LAH        | 65  | 37               | 45               | 82               | 20               | 8                | 8 | 4                    | 12                   | 2                    |                      |                      |
| 1970-1971  | Voyageurs de Montréal       | LAH        | 23  | 5                | 13               | 18               | 6                | -                | - | -                    | -                    | -                    |                      |                      |
| 1970-1971  | Canadiens de Montréal       | LNH        | 15  | 2                | 2                | 4                | 2                | -                | - | -                    | -                    | -                    |                      |                      |
| 1970-1971  | Red Wings de Détroit        | LNH        | 24  | 8                | 4                | 12               | 4                | -                | - | -                    | -                    | -                    |                      |                      |
| 1971-1972  | Red Wings de Détroit        | LNH        | 64  | 9                | 16               | 25               | 14               | -                | - | -                    | -                    | -                    |                      |                      |
| 1972-1973  | Red Wings de Détroit        | LNH        | 75  | 18               | 18               | 36               | 23               | -                | - | -                    | -                    | -                    |                      |                      |
| 1973-1974  | Red Wings de Détroit        | LNH        | 76  | 25               | 30               | 55               | 10               | -                | - | -                    | -                    | -                    |                      |                      |
| 1974-1975  | Red Wings de Détroit        | LNH        | 26  | 1                | 10               | 11               | 6                | -                | - | -                    | -                    | -                    |                      |                      |
| 1974-1975  | Scouts de Kansas City       | LNH        | 51  | 13               | 29               | 42               | 21               | -                | - | -                    | -                    | -                    |                      |                      |
| 1975-1976  | Scouts de Kansas City       | LNH        | 78  | 27               | 44               | 71               | 12               | -                | - | -                    | -                    | -                    |                      |                      |
| 1976-1977  | Capitals de Washington      | LNH        | 80  | 36               | 46               | 82               | 10               | -                | - | -                    | -                    | -                    |                      |                      |
| 1977-1978  | Capitals de Washington      | LNH        | 80  | 38               | 35               | 73               | 12               | -                | - | -                    | -                    | -                    |                      |                      |
| 1978-1979  | Capitals de Washington      | LNH        | 80  | 28               | 42               | 70               | 24               | -                | - | -                    | -                    | -                    |                      |                      |
| 1979-1980  | Capitals de Washington      | LNH        | 33  | 11               | 20               | 31               | 6                | -                | - | -                    | -                    | -                    |                      |                      |
| 1980-1981  | Capitals de Washington      | LNH        | 47  | 5                | 13               | 18               | 2                | -                | - | -                    | -                    | -                    |                      |                      |
| 1982-1983  | HC Arosa                    | LNA        | 38  | 17               | 27               | 44               | 16               | -                | - | -                    | -                    | -                    |                      |                      |
| 1982-1983  | Nighthawks de New Haven     | LAH        | 2   | 1                | 2                | 3                | 14               | 12               | 2 | 5                    | 7                    | 4                    |                      |                      |
| Totaux LNH | Totaux LNH                  | Totaux LNH | 734 | 221              | 309              | 530              | 146              | -                | - | -                    | -                    | -                    |                      |                      |

### En équipe nationale
| Année | Compétition          |   | PJ | B | A | Pts | Pun                |  | Résultat |
| 1977  | Championnat du monde | 1 | 0  | 0 | 0 | 0   | 4e place           |  |          |
| 1978  | Championnat du monde | 9 | 0  | 1 | 1 | 0   | Médaille de bronze |  |          |
| 1979  | Championnat du monde | 6 | 1  | 3 | 4 | 2   | 4e place           |  |          |